# Barnard Hall
Barnard Hall, voorheen bekend als de Students' Hall, is een historisch schoolgebouw op de campus van Barnard College in de Amerikaanse stad New York. De campus ligt in de stadsbuurt Morningside Heights op Manhattan.
Het werd ontworpen door Arnold W. Brunner en Buchman & Fox in 1916. Het gebouw heeft vier verdiepingen, gebouwd op een verhoogde kelderverdieping. Het is gebouwd met donkerrode bakstenen, met witte kalksteen en terracotta details. Het combineert Italiaans-geïnspireerde neorenaissance met details uit de Colonial Revival-architectuur. De voorgevel is voorzien van een drie verdiepingen tellende kalkstenen portico met vier monumentale Korinthische orde-kolommen.
Sinds 2003 staat Barnard Hall op het National Register of Historic Places.